# سوسن پلانتین
سوسن پلانتین (نام علمی: Hosta) یک سرده از گیاهان است که به خاطر این که در سایه هم می‌تواند رشد کند بسیار رایج است.
سوسن‌های پلانتین گیاهان علفی چندساله هستند که از طریق زمین‌ساقه رشد می‌کنند و برگ‌هایی دوکی شکل در اندازه‌های مختلف با درازای ۳ تا ۴۵ سانتی‌متر و پهنای ۲ تا ۳۰ سانتی‌متر تولید می‌کنند.
اندازهٔ کل بوتهٔ گیاه می‌تواند از ۱۰ سانتی‌متر پهنا و ۸ سانتی‌متر ارتفاع، تا دو متر پهنا و یک متر و ۳۰ سانتی‌متر ارتفاع، متغیر باشد.
رنگ برگ در گونه‌های وحشی معمولاً سبز است اگر چه بعضی از گونه‌ها (مانند H. sieboldiana) به خاطر برگ‌هایی که پوشش آبی دارند شناخته شده‌اند.